# Zalmplaat (métro de Rotterdam)
Zalmplaat (en néerlandais Zalmplaat) est une station, de la section commune à la ligne C et la ligne D du métro de Rotterdam. Elle est située sur la Doggersbank sur le territoire de l'arrondissement Hoogvliet, de Rotterdam au Pays-Bas.
Mise en service en 1974, elle est desservie, depuis 2009, par les rames de la ligne C et la ligne D du métro.

## Situation sur le réseau

Plan du métro.

Établie sur un remblai, la station Zalmplaat, de la section commune à la ligne C et la ligne D, est établie : entre la station Hoogvliet, en direction : du terminus de la ligne C De Terp et du terminus de la ligne D Rotterdam-Centrale ; et la station Spijkenisse-Centre, en direction du terminus sud-ouest des lignes C et D De Akkers, terminus  .
Elle comporte deux voies encadrées par deux quais latéraux.

## Histoire
La station Zalmplaat est mise en service le 25 octobre 1974, lors de l'ouverture à l'exploitation de la section de Slinge à Zalmplaat qui devient le terminus de la ligne. Elle devient une station de passage le 25 avril 1985, lors de l'ouverture à l'exploitation de la section suivante de Zalmplaat au terminus De Akkers.
En décembre 2009, lors de la réorganisation des lignes, elle devient une station de passage de la section commune à la ligne C et la ligne D du métro.

## Services aux voyageurs

### Accès et accueil
La station, située sur un remblai, dispose d'un accès au niveau du sol. Elle est équipée, notamment, d'automates pour l'achat ou la recharge de titres de transport et d'un ascenseur pour l'accessibilité des personnes à la mobilité réduite.

### Desserte
Zalmplaat, est desservie par les rames de la ligne C, en provenance ou à destination des terminus De Terp et De Akkers et les rames de la ligne D en provenance ou à destination des terminus Gare centrale et De Akkers.

Installations et desserte
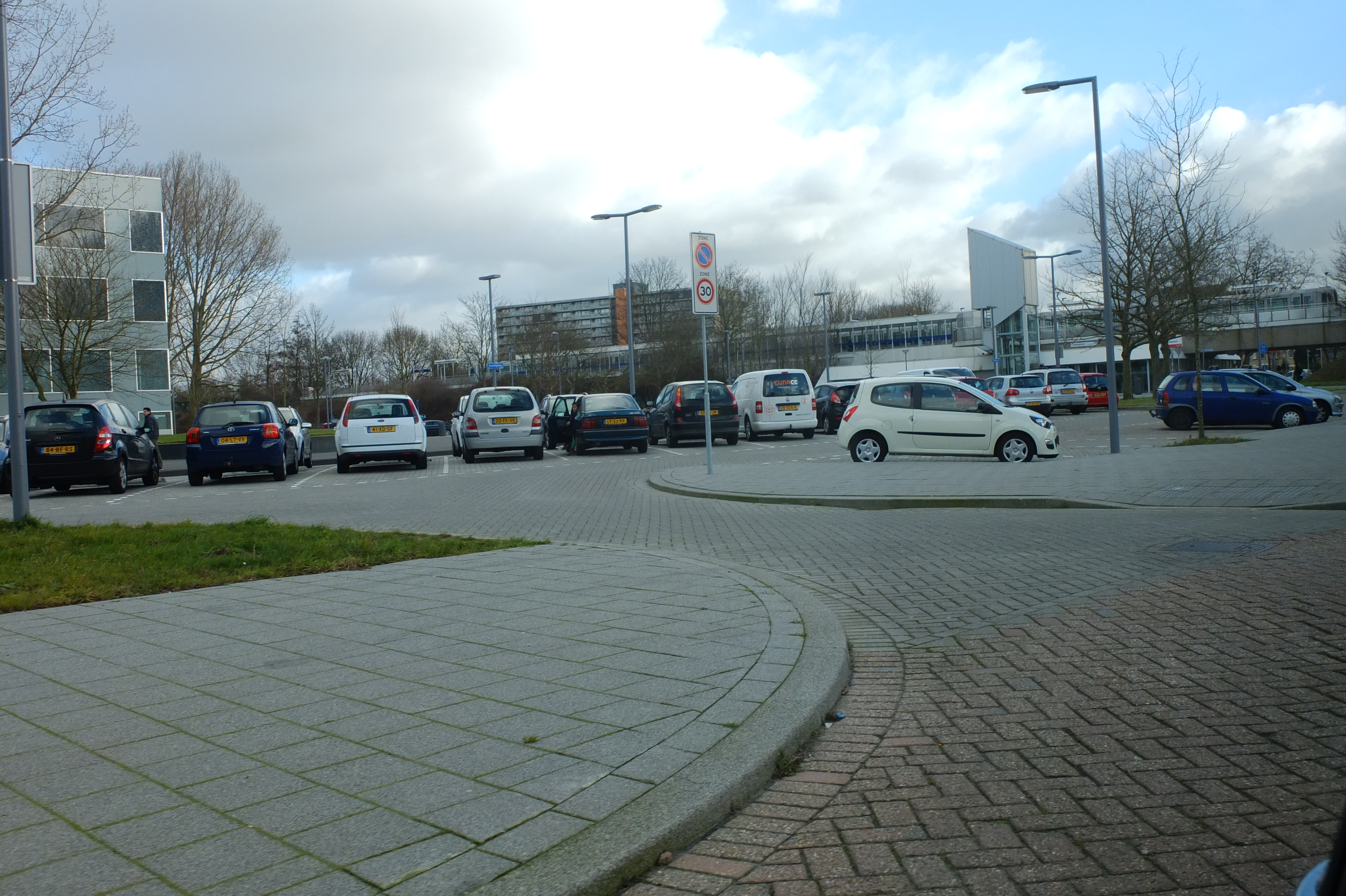
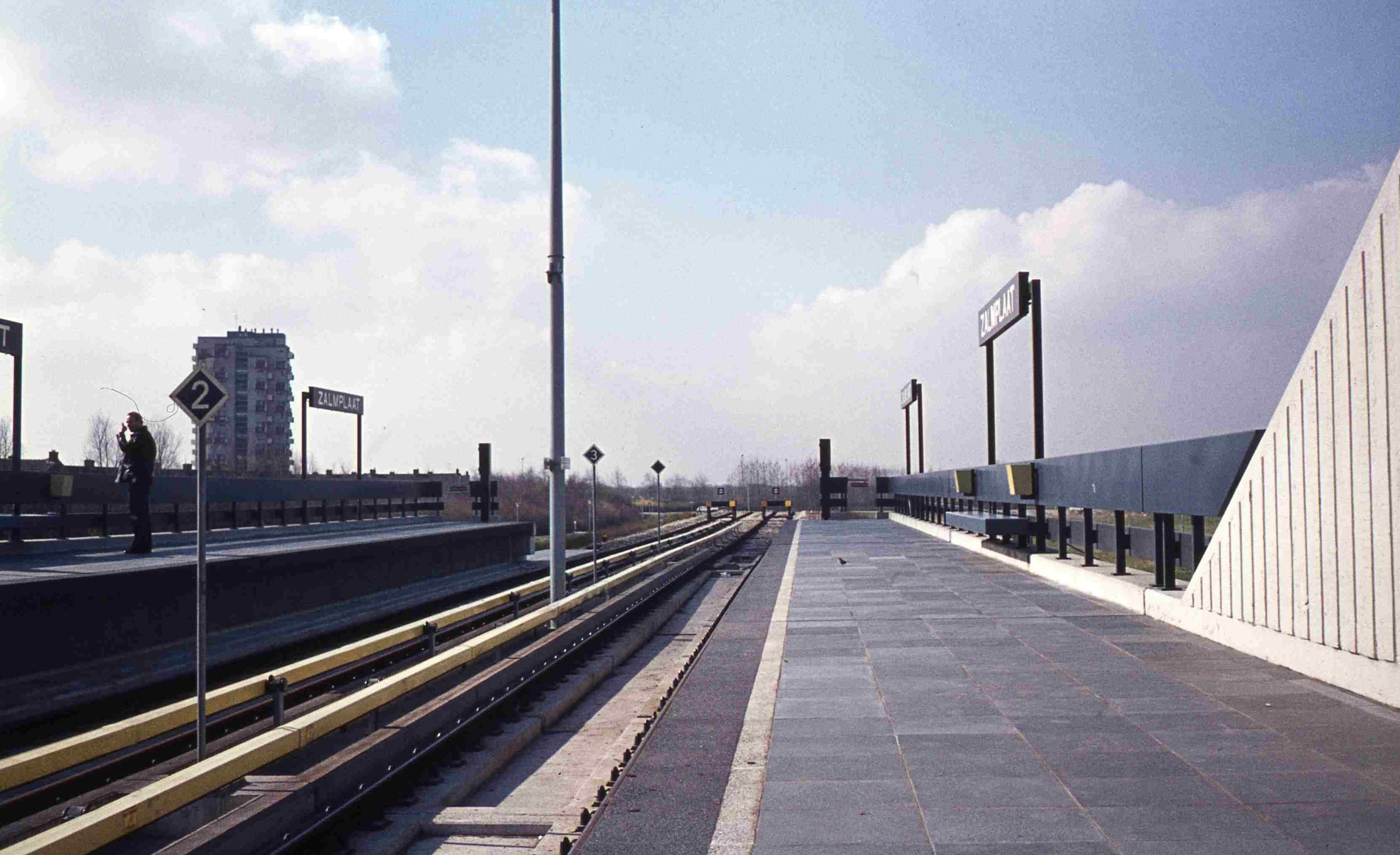
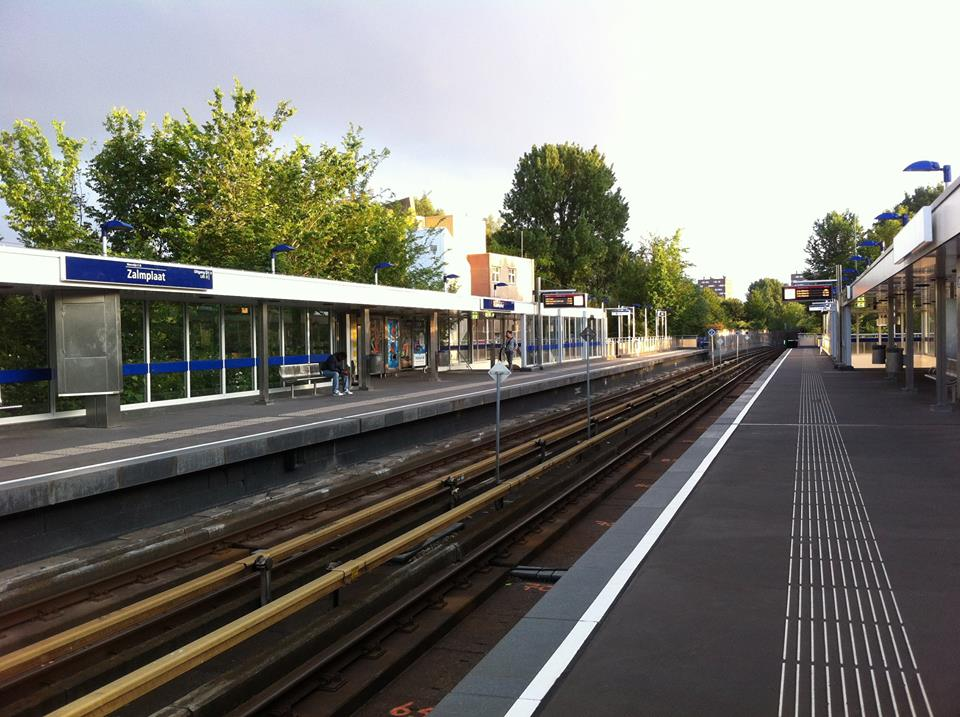

### Intermodalité
La station dispose d'un parc pour les vélos. Des places de stationnement pour les véhicules sont disponibles à proximité.